# لزلی چارلسون
لزلی چارلسون (انگلیسی: Leslie Charleson; ۲۲ فوریهٔ ۱۹۴۵ – ۱۲ ژانویهٔ ۲۰۲۵) بازیگر اهل ایالات متحده آمریکا بود. وی بین سال‌های ۱۹۶۴ تا ۲۰۲۵ میلادی فعالیت می‌کرد.
از فیلم‌ها یا برنامه‌های تلویزیونی که وی در آن نقش داشته است می‌توان به آنای آشفته اشاره کرد.